# Phalaenopsis amboinensis
Phalaenopsis amboinensis – gatunek rośliny z rodziny storczykowatych (Orchidaceae). Zasięg gatunku obejmuje wyspy Indonezji i od jednej z nich – Ambon – pochodzi jego nazwa naukowa. Rośnie jako epifit w wilgotnych lasach równikowych. W naturze gatunek był zagrożony eksploatacją lasów i z tego powodu umieszczony został w Czerwonej księdze gatunków zagrożonych opublikowanej w 1997 roku przez Międzynarodową Unię Ochrony Przyrody. W wydaniu Czerwonej księgi z 2004 roku gatunek już nie został wymieniony. 

## Morfologia
Bylina o 3–4 mięsistych i soczystozielonych liściach, z grubymi korzeniami. Kwiaty mają nieco mięsiste listki okwiatu, wszystkie (z wyjątkiem warżki) do siebie podobne, z paskami w kolorze czerwonobrązowym na kremowym lub żółtym tle. 

## Systematyka
W obrębie rodzaju gatunek klasyfikowany jest do podrodzaju Polychilos i sekcji Amboinenses. 

## Uprawa
Rośliny tego gatunku najlepiej rosną w półcieniu w temperaturach z przedziału 15–25 °C. Optymalne podłoże składa się z grubych kawałków kory, utrzymywanych w stanie wilgotnym. Stanowisko w miejscu uprawy powinno mieć dobrą cyrkulację powietrza.